# Hoplitis semilinguaria
Hoplitis semilinguaria är en biart som beskrevs av Borek Tkalcu 1992. Hoplitis semilinguaria ingår i släktet gnagbin, och familjen buksamlarbin. Inga underarter finns listade i Catalogue of Life.